# 塞巴赫 (下莱茵省)
塞巴赫（法語：Seebach，發音：[zebax]；南法兰克语：Seebàch）是法国下莱茵省的一个市镇，属于阿格诺-维桑堡区。

## 地理
塞巴赫（48°58'14"N, 7°59'18"E）面积17.11 平方千米，位于法国大東部大區下莱茵省，该省份为法国大陆部分最东部的省份，是阿尔萨斯的一部分，今与上莱茵省组成了阿尔萨斯欧洲集体，其南至上莱茵省，西南接孚日省和默尔特-摩泽尔省，西接摩泽尔省，北与德国接壤，东侧沿莱茵河与德国相望。
与塞巴赫接壤的市镇（或旧市镇、城区）包括：阿斯克巴克、温斯帕赫、英戈尔赛姆、里耶德塞尔特、什莱塔勒、锡根、特里姆巴克、维桑堡。
塞巴赫的时区为UTC+01:00、UTC+02:00（夏令时）。

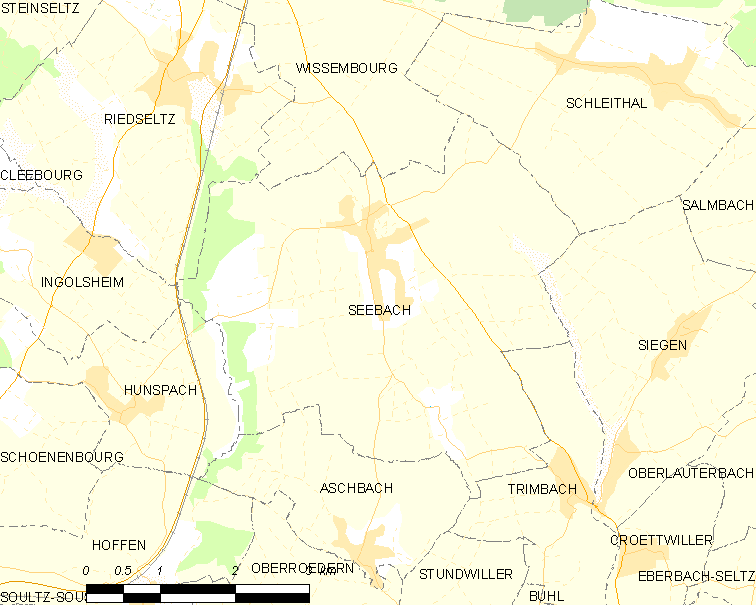
塞巴赫的OSM定位图

## 行政
塞巴赫的邮政编码为67160，INSEE市镇编码为67351。

## 政治
塞巴赫所属的省级选区为维桑堡县。

## 人口

1962-2008年间塞巴赫人口变化图示

塞巴赫于2022年1月1日时的人口数量为1620人。